# Cato Institute
Cato Institute, Інститут Катона — недержавний та неакадемічний економіко-політичний аналітичний дослідницький центр лібертаріанського напрямку. 
Досліджує проблеми економіки, видає книги, журнали, проводить конференції. Стоїть на жорстких позиціях по відношенню до МВФ, USAID та ін. організацій, які опікуються трансформаційними процесами в країнах пострадянського простору. Позиція САТО — менше опікати «нові демократії» на теренах колишнього СРСР. Партнери САТО в Україні — The Ukrainian Center for Independent Political Research (1991). Приклад доробку — книга «Глобальний капіталізм». 
Місцезнаходження Вашингтон, США. 

## Історія
Інститут був заснований у грудні 1974 р. в місті Вічіті, штат Канзас, як Фонд Чарльза Коха та спочатку фінансується Шарлем Кочем. Інші члени першої ради директорів включали співзасновника Мюррея Ротбарда, лібертаріанського вченого Ерла Равенала, а також бізнесменів Сема Х. Гусбендса молодшого і Девіда Х. Паддена. За пропозицією Ротбарда інститут змінив своє ім'я в 1976 році на Інститут Катона після Като Літерах, серії британських есе, написаних на початку XVIII століття Дж. Тренчаром та Томасом Гордоном. Като переїхав спочатку до Сан-Франциско, Каліфорнія в 1977 році, потім у Вашингтон, округ Колумбія, в 1981 році, спочатку відійшовши в історичний будинок на Капітолійському пагорбі. Інститут перейшов на своє поточне розташування на проспекті Массачусетса в 1993 році. Інститут Като був названий п'ятим мозковим центром у світі на 2009 рік у дослідженні аналітичних центрів Джеймса МакГаннома, доктором Університету Пенсільванії, на основі критерію передового досвіду в "виробництві суворих та відповідних досліджень, публікацій та програм в один або декілька предметних областей дослідження".

## Діяльність
Інститут Като проводить численні дослідження в галузі політики, брифінги, періодичні видання та книги. Рецензовані академічні журнали включають Cato Journal та Положення. Інші періодичні видання включають Лист Като, Огляд Като Верховного Суду та Доповідь Като Політики. Катон опублікував журнал «Дослідження» з 1977 по 1982 рік (перш ніж передати його в Лібертаріанський фонд огляду) та «Література свободи» з 1978 по 1979 рік (перш ніж передати його до Інституту гуманітарних досліджень).
Відомі книжки від дослідників Катона та Като включають:
Індекс свободи людини. У захисті глобального капіталізму. Поліпшення стану світу
-Відновлення втраченої Конституції.

### Вебпроєкти
Крім підтримки власного вебсайту англійською та іспанською мовами, Като підтримує вебсайти, орієнтовані на окремі теми:
«Скорочення федерального уряду» містить есе про розмір федерального уряду США та рекомендації щодо скорочення різних програм. — Libertarianism.org — це вебсайт, орієнтований на теорію та практику лібертарианства. — Cato Unbound, публікація в Інтернеті, що містить щомісячні відкриті дебати між чотирма особами. Розмова починається з однієї провідної есеї, після чого три відомі нариси окремих людей. Після цього всі чотири учасника зможуть створити якнайбільше відповідей і контр-відповідей, як вони хочуть, протягом цього місяця. — PoliceMisconduct.net містить звіти та розповіді від Проєкту звітування Катона про неправомірні дії у справах національної поліції та інформаційного каналу звинувачення до національної поліції. — Overlawyered це юридичний блог на тему деліктної реформи, яку проводить автор Вальтер Олсон. — HumanProgress.org — це інтерактивний вебпроєкт з інформацією про те, що каталоги ростуть у процвітання, керованого вільним ринком. — «Карти громадської школи бою» ілюструє різні моральні конфлікти, що виникають внаслідок державної школи.
Соціальні медіа, які спонсорує Катон, включають «Daily Podcasts» (через iTunes та RSS-канали), а також сторінки на Facebook, Twitter, Google+ і YouTube [32].

### Конференції
Спікерами в Като були голови Федеральних резервів Алан Грінспен і Бен Бернанке, а також керуючий директор Міжнародного валютного фонду Родріго де Рато. У 2009 році на конференції виступив президент Чеської Республіки Вацлав Клаус.

## Ідеологічні відносини
Лібертарианство, класичний лібералізм і консерватизм
Багато науковців Катота виступає за підтримку громадянських свобод, ліберальної імміграційної політики, лібералізації лікарських засобів та скасування «Не питайте не кажіть» і законів, що обмежують консенсусну сексуальної активності. Катонський інститут офіційно протистоїть тому, що він називається частиною консервативного руху, оскільки «консервативний» має небажання змінюватися, бажання зберегти статус-кво ".
У 2006 році Маркос Муліцас з «Дня» Кос запропонував термін «Лібертаріат-демократ», щоб описати свою конкретну ліберальну позицію, припускаючи, що лібертаріанці повинні бути союзниками Демократичної партії. Відповідаючи, віце-президент Като на дослідження Брінк Ліндсі погодився, що лібертаріанці та ліберали повинні розглядати один одного як натуральних ідеологічних союзників, і зазначив постійні розбіжності між основними ліберальними поглядами на економічну політику та «Джефферсоністською філософією» Катона. Като на своїй сторінці «Про Катона» заявив: «Джефферсоніанська філософія, яка оживляє роботу Катона, все більше називається» лібертаріанізм " або " ринковий лібералізм ". Він поєднує в собі оцінку підприємництва, ринкового процесу та зниження податків з суворою повагою до громадянських свобод та скептицизму щодо переваг як держави добробуту, так і іноземного військового авангарду ".
Деякі вчені Катона не погоджуються з консерваторами на неоконсервативну зовнішню політику, хоча це не завжди було рівномірним

### Об'єктивізм
Відносини між Катоном і Інститутом Айн Ренд (ІАР) покращилися з висуненням нового президента Катона Джона А. Елісона IV у 2012 році. Він є колишнім членом правління АРІ та повідомляється, що він «палкий преданець» Ренда, який пропагував читаючи її книги в коледжах по всій країні. У березні 2015 року Елісон вийшов на пенсію і був заміщений Пітером Геттлером. Еллісон залишається на дошці Інституту Като.

## Позиції Катона щодо політичних питань та політики
Інститут Като підтримує політику, яка сприяє «індивідуальній свободі, обмеженому уряду, вільному ринку та миру». Вони є вільнонайманими на своїх політичних посадах, як правило, виступають за зменшення державного втручання у внутрішню, соціальну та економічну політику та зменшення військової та політичної інтервенції у всьому світі. Като був згаданий оглядовою редакцією Ездрою Клейном як безпартійний, кажучи, що він «найголовніший захисник принципів малого уряду в американському житті», і він «виступає за ті принципи, коли демократи перебувають у владі», і коли республіканці знаходяться під владою " і Ерік Ліхтблау назвав Катона «однією з найбільш поширених дослідницьких організацій країни». Однак у 1995 році Ніна Істмен повідомила, як "на будь-який день більшість Будинку Тоні Тома Делай з Техасу може відвідувати обід. Або співробітники штату Като може скласти стратегію з керівником більшості дому Діком Армі, іншим техасцем та його співробітниками ".

### Про внутрішні проблеми
Като учених послідовно закликали до приватизації багатьох державних служб та установ, у тому числі НАСА, соціального страхування, поштової служби Сполучених Штатів, адміністрації транспортної безпеки, державної школи, систем громадського транспорту та громадського мовлення. Інститут виступає проти законів про мінімальну заробітну плату, стверджуючи, що вони порушують свободу договору, а отже, і права приватної власності та збільшують безробіття. Він виступає проти розширення положень про понаднормову дію, стверджуючи, що це принесе користь ряду працівників у короткостроковій перспективі, в той час як витрачання робочих місць або зниження заробітної плати інших і не матиме значного довгострокового впливу. Вона виступає проти заборони дитячої праці. Він виступає проти об'єднань державного сектора та підтримує закони про працевлаштування. Він виступає проти універсальної медико-санітарної допомоги, стверджуючи, що це шкідливо для пацієнтів та вторгнення на індивідуальну свободу. Це проти позитивних дій. Він також закликав повністю скасувати державу загального добробуту і стверджував, що його слід замінити на скорочення бізнес-регулювання, щоб створити більше робочих місць, і стверджує, що приватні благодійні організації повністю здатні замінити його. Катон також виступив проти антимонопольного законодавства.
Като протистоїть реформі фінансування кампанії, стверджуючи, що уряд є кінцевою формою потенційної корупції та що такі закони підривають демократію, підриваючи конкурсні вибори. Като також підтримує скасування Закону про федеральні виборчі кампанії.
Катон опублікував сильні критичні зауваження щодо врегулювання 1998 року, яке багато держав США підписали з тютюновою промисловістю. У 2004 році вчений-катон Даніель Грісволд написав на підтримку невдалої пропозиції президента Джорджа Буша про надання тимчасових робочих віз іншим працівникам без документів, які б надавали обмежену резиденцію з метою працевлаштування в США.
Катонський інститут опублікував дослідження, у якому пропонується внести поправку до вето з збалансованим бюджетом до Конституції Сполучених Штатів.
У 2003 році Катон подав короткий виклад на підтримку рішення Верховного суду в Лоуренсі проти Техасу, який порушив інші державні закони, які зробили приватні, некомерційні гомосексуальні стосунки між дорослими дорослими незаконними. Катон назвав 14-ту поправку, серед іншого, джерелом їхньої підтримки рішення. Короткий зміст amicus був згаданий у судді Кеннеді за більшістю голосів.
У 2006 році Като опублікував Аналіз політики, який критикує Федеральну поправку про шлюб як непотрібний, антифедералістський та антидемократичний. Ця поправка змінить Конституцію Сполучених Штатів на заборону одностатевого шлюбу; поправка не відбулася в обох палатах Конгресу.
Учені Като були гострими критиками нинішньої політики США щодо наркотиків та сприйняттям зростаючої мілітаризації правоохоронних органів США. Крім того, Інститут Като протидіє забороненню куріння та обов'язкового використання ременів безпеки.

### Критика корпоративного благополуччя
У 2004 році Інститут опублікував аргумент на користь «реімпортування наркотиків». Като опублікував численні дослідження, які критикують те, що він називає «корпоративним благополуччям», практикою державних службовців, які спрямовують гроші платників податків, як правило, за допомогою цільових бюджетних витрат, на політично пов'язані корпоративні інтереси.
Президент Като Ед Крейн та виконавчий директор Sierra Club Карл Пауп написали в штаті Вашингтон пост у 2002 році заклик до відмови від республіканського законопроєкту про енергетику, стверджуючи, що він став трохи більше, ніж соусом для лобістів у Вашингтоні, округ Колумбія. У 2005 році дослідник Като Джеррі Тейлор знову об'єднався з Дейіел Беккер із Сьєрра-Клубом, щоб атакувати республіканський законопроєкт про енергетику як відданий корпоративним інтересам.

### Про авторські права
Дослідження у 2006 році критикує Закон про захист авторських прав у цифрову епоху.

### Про зовнішню політику
Невтручені Като зовнішньополітичні погляди та сильна підтримка громадянських свобод часто призвели до того, що вчені Като критикують влади, як республіканських, так і демократичних. Фахівці Като виступили проти дій президента Джорджа Х. В. Буша у війні у війні в Перській затоці в Лізі 1991 року (позиція, яка змусила організацію втратити близько 1 мільйона доларів у фінансуванні) Заходи президента Білла Клінтона в Гаїті та Косові, вторгнення президента Джорджа Буша в 2003 році Ірак і президент Барак Обама в 2011 році в Лівії. Як відповідь на теракти 11 вересня, вчені Като підтримали зняття влади Аль-Каїди та режиму талібів з боку влади, але виступають проти необмеженої та відкритої військової окупації Афганістану. Като вчені критикували участь США у втручанні уряду Саудівської Аравії в Ємен.
Тед Гален Карпентер, віце-президент Катона з оборонних та зовнішньополітичних досліджень, критикував багато аргументів, які пропонували виправдовувати вторгнення 2003 року до Іраку. Одне з найперших критиків війни, Карпентер написав у січні 2002 року: «Витіснення Саддама зробить Вашингтон відповідальним за політичне майбутнє Іраку і втягне Сполучені Штати у нескінченну місію з формування національної нації, яка зазнає важких проблем». Карпентер також передбачив: " Найбільш помітним є проблема, яка виникає з двох постійних регіональних сецесійних рухів: курдів на півночі та шиїтів на півдні ". Але в 2002 році Карпентер писав: " Сполучені Штати не повинні відмовлятися від протистояння «Аль-Каїді» у своїй Пакистанське лев ", позиція була відображена в Політичних рекомендаціях Інституту на 108-му з'їзді. Като, директор із зовнішньополітичних досліджень Крістофер Пребл, стверджує в питанні «Енергетична проблема»: як американська військова домінанта робить нас менш безпечними, менш процвітаючими і менш вільними, що позиція Америки як неперевершеної супердержави спонукає політиків до постійного подолання і всебічного переосмислення «національний інтерес».
Крістофер Пребл заявив, що кампанія «лякати» для захисту військових витрат від скорочень відповідно до Закону про бюджетний контроль 2011 року відмовилася.

### Про екологічну політику
Като вчені писали про проблеми навколишнього середовища, включаючи глобальне потепління, регулювання довкілля та енергетичну політику.
PolitiFact.com і Scientific American критикують роботу Като на тему глобального потепління. У грудні 2003 року панель Катона включала Патріка Мішеля, Роберта Баллінга та Джона Крісті. Міхаельс, Баллінг та Крісті вирішили, що глобальне потепління пов'язане хоча б певною мірою з діяльністю людини, але деякі вчені та засоби масової інформації завищили цю небезпеку. Інститут Като також критикував політичні спроби зупинити глобальне потепління як дорогі та неефективні: Відсутність відомих механізмів може зупинити глобальне потепління в найближчому майбутньому. Міжнародні угоди, такі як Кіотський протокол до Рамкової конвенції Організації Об'єднаних Націй про зміну клімату, не матимуть видимого впливу на середню температуру протягом будь-якої розумної політики (тобто 50 років або близько того) навіть за повної відповідності.
Учені Като критикують погляди адміністрації Буша на енергетичну політику. У 2003 році вчені Като Джеррі Тейлор і Пітер Ван Дорен заявили, що Республіканський енергетичний законопроєкт є «сотнями сторінок корпоративного благополуччя, символічних жестів, порожніх обіцянок та проєктів зі свинини». Вони також виступили проти закликів колишнього президента щодо збільшення субсидій на етанол.
Що стосується «Позиції» Конституції Сполучених Штатів та охорони навколишнього середовища, то лібертаріанці, пов'язані з Катоном, стверджують, що Конституція не є достатньою для гарантування захисту прав приватної власності.